# Daniele Maffeis
Daniele Maffeis (Gazzaniga, 1 augustus 1901 – aldaar, 10 februari 1966) was een Italiaans componist, muziekpedagoog, dirigent, organist en pianist.

## Levensloop
Maffeis kreeg zijn eerste pianoles bij Pietro Zaninari in Fiorano al Serio. Van 1914 tot 1923 studeerde hij aan het Istituto Musicale Pareggiato "Gaetano Donizetti" Bergamo bij Alessandro Marinelli (piano en orgel) en Alberto D'Erasmo (harmonie). Verder studeerde hij bij de toenmalige koorleider en organist aan de Santa Maria Maggiore-basiliek in Bergamo Agostino Donini koorleiding. Vanaf 1923 studeerde hij aan het Conservatorio "Giuseppe Verdi" (Milaan) in Milaan bij Ettore Pozzoli (muziektheorie, solfège), Arnaldo Galliera (orgel) en Giulio Bas (zang). In 1926 behaalde hij zijn diploma's voor orgel en compositie. Al in deze tijd begon hij zijn solistisch optreden als organist, pianist en dirigent. 
Vervolgens werkt hij als organist en koorleider aan de Santa Maria Maggiore-basiliek in Bergamo en het Duomo Santa Maria Nascente (1924).
Van 1926 tot 1935 was hij pianodocent aan het Istituto "Pergolesi" in Varese en tegelijkertijd van 1927 tot 1932 aan het Istituto "Rossini" in Busto Arsizio in de provincie Varese. In 1932 verhuisde hij naar Milaan, waar hij muziekleraar aan verschillende openbare scholen (o.a. Scuola Beato Angelico di Milano) was alsook als docent en organist werkte aan het aartsbisschoppelijke liturgische instituut San Carlo van Milaan. Vanaf 1936 was hij docent voor piano, harmonium en orgel aan het "Seminario milanese" in Venegono en was een van de protagonisten van de reform van de kerkmuziek. Tegelijkertijd was hij organist en koorleider aan de Santa Maria Nuova kerk in Abbiategrasso. Aan het einde van de Tweede Wereldoorlog was hij voor twee jaar docent aan een muziekschool in het Zwitserse Lugano. Vervolgens werkt hij als docent voor orgel aan een muziekinstituut (Istituto Musicale “Gaetano Donizetti”) en later aan de muziekacademie (Accademico dell’Ateneo di Scienze, Lettere ed Arti) in Bergamo en later als leider voor Gregoriaanse koorzang. Van 1951 tot 1957 was hij organist zowel in Gorgonzola als aan de parochiekerk Santa Maria presso San Satiro in Milaan.
Als componist schreef hij werken voor orkest, banda, vocale muziek, kamermuziek en vooral werken voor orgel en piano. In zijn geboortestad werd een muzikaal wedstrijd voor koren naar hem vernoemd, de Concorso regionale "Daniele Maffeis" per Corali parrocchiali Lombarde Gazzaniga (Bg).

## Composities

### Werken voor orkest
- 10 Variazioni sul "Corale" dell'opera "Le tre notti di Luce",  voor orkest
- Bernadette, voor orkest
- Concert, voor kornet (of trompet), 2 klarinetten en strijkorkest
- Dai sepolcri, voor orkest
- Fantoniana, symfonisch gedicht in drie delen
- Intermezzo lirico, voor strijkorkest
- Preludio, corale, fuga,  voor trompet, orgel en strijkorkest
- Sella in Valsugana, meditatie voor orkest
- Simphonicum nova et vetera, litanie voor orkest
- Un tempo concertato, voor twee klarinetten en strijkorkest

### Werken voor banda (harmonieorkest)
- Capo d'anno, mars
- Dal volto tuo virgineo - inno popolare alla Beata Capitanio, voor zangstem/unisono koor en harmonieorkest
- La Musica dei Giupì, populair lied voor gemengd koor en harmonieorkest - tekst: Giacinto Gambirasio

### Missen en andere kerkmuziek
- 1935 Factus est repente de coelo, communio voor Pinksteren voor drie zangstemmen en orgel
- 1936 Lucernario, voor de 3e zondag in oktober voor drie zangstemmen en orgel
- 1938 Duci cruento martyrum, hymne voor Sint Stefanus voor drie zangstemmen en orgel
- 1938 Tu es sacerdos, voor drie zangstemmen en orgel
- 1954 O vos omnes, motet voor twee zangstemmen en orgel
- 1958 Resurrezione, voor twee zangstemmen en orgel
- 1959 Juravit dominus : Salmo 109, voor gemengd koor
- 1959 Tu es petrus, voor drie zangstemmen en orgel
- 1963 Missa Daniel propheta, voor twee zangstemmen en orgel
- 1964 Deus tuorum militum, hymne voor Sint Hippolytus voor drie gelijke zangstemmen en orgel
- 1965 Justus ut palma florebit, motet voor een feest van een Heilige voor twee zangstemmen en orgel
- 1965 Messa popolare, voor gemengd koor
- 1966 Miserere, Psalm 50 voor twee zangstemmen en orgel
- 1966 Offertorio e introito "Pasqua"
- A te Signore veniamo, voor zangstem en piano
- All'Immacolata, gedicht voor gemengd koor en orkest
- Angelus Domini, voor twee zangstemmen en orgel
- Ante colles ego parturiebar, voor drie zangstemmen en orgel
- Antifona a Santa Chiara, voor twee gelijke zangstemmen en orgel
- Ave Maria, voor vier zangstemmen en orgel
- Beata es virgo Maria, voor twee zangstemmen en orgel
- Bella, esultando un cantico, hymne voor 3 zangstemmen
- Confirma hoc Deus, voor vier zangstemmen en orgel
- Dal profondo, mio Signore, voor zangstem en orgel
- Dal volto tuo virgineo, voor zangstem en orgel
- Dio degli eserciti - dal salmo LXXX, vv. 15-20, cantate ter ere van Sint Carolus Borromeus voor gemengd koor, dwarsfluit, piano en harmonium
- Dominus illuminatio mea, Paaslied voor drie zangstemmen en orgel
- Donaci la tua forza, voor zangstem en orgel
- Ecce parvulus, voor drie zangstemmen en orgel
- Ecce sacerdos, voor drie zangstemmen en orgel
- Epifania, motet
- Erit hic vobis, Offertorium voor de plechtigheid van Pinksteren voor drie zangstemmen en orgel
- Exortum est, voor drie zangstemmen (contra-alt, tenor, bas) en orgel
- Exultate Deo, voor drie zangstemmen en orgel
- Gesù Signore nostro, voor zangstem en orgel
- Gesù tu sei la vittima
- Gesù voglio affidarme a te, voor zangstem en orgel
- I cieli eterni narrano, voor zangstem en orgel
- Illuminans o altissime, voor drie zangstemmen en orgel
- L'eterno e invincible sovrano, voor zangstem en orgel
- La madre e i sacramenti, voor gemengd koor en kamerorkest
- La nostra gioia, voor vier zangstemmen en orgel
- La notte scende, meditatie voor zangstem, 2 trompetten, trombone en orgel
- Litanie dei santi, voor drie zangstemmen orgel
- Madre dei santi
- Magnificamus te, voor vier zangstemmen en orgel
- Magnificat, voor drie zangstemmen en orgel
- Maria virgo, voor twee zangstemmen en orgel
- Messa, voor twee gelijke zangstemmen en orgel
- Messa popolare, voor een zangstem
- Messa solenne "Regina ordinis minorum", voor twee gelijke stemmen en orgel
- Messa "Regina pacis", versie voor drie gelijke stemmen en orgel
- Missa "Mariae Nascenti", voor drie gemengde zangstemmen en orgel
- Missa "Regina pacis", voor vier gemengde zangstemmen en orgel
- Mottetto a Santa Chiara, motet voor twee zangstemmen en orgel
- O Gesù, voor zangstem en orgel
- O sacrum convivium, voor drie zangstemmen en orgel
- O salutaris hostia, voor twee zangstemmen en orgel (ook in een versie voor drie zangstemmen en orgel)
- O Signore non guardare, voor zangstem en piano
- O Signore che hai imposto, voor zangstem en orgel
- O tu che in mezzo agli angeli, voor zangstem en piano
- Obaudite me, voor twee zangstemmen en orgel
- Onnipotente iddio, voor zangstem en orgel
- Pascha nostrum, voor twee zangstemmen en orgel
- Pentecoste (Pinksteren), voor gemengd koor, 2 trompetten, trombone, piano en harmonium
- Post epistulam, voor drie zangstemmen en orgel
- Posuisti Domine, offertorium voor Sint Hippolytus voor drie zangstemmen en orgel
- Prece litanica
- Priusquam te vocarem, bewerking van de "Mis voor Sint Pieter en Sint Paul" in de Sint Pieterskerk voor drie mannelijke zangstemmen en orgel
- Qui ad justitiam, voor twee zangstemmen en orgel
- Quinque prudentes, voor twee zangstemmen en orgel
- Quis ascendet in montem Domini, voor drie zangstemmen en orgel
- Quoniam tu illuminas, voor drie zangstemmen en orgel
- Salve, sancta parens, voor twee zangstemmen en orgel
- Salve sponsa Dei, voor twee zangstemmen en orgel
- Sanctus, voor twee zangstemmen en orgel
- Santo, voor zangstem en orgel
- Se Dio scende a liberare, voor zangstem en orgel
- Spiritus domini, Introductie voor Pinksteren voor drie zangstemmen en orgel
- Spirito di forza, voor zangstem en orgel
- Tantum ergo, voor twee zangstemmen en orgel (ook in een versie voor drie zangstemmen en orgel)
- Te Deum laudamus, Italiaanse versie voor zangstem en orgel
- Ti salutiamo regina dei cieli, voor zangstem en orgel
- Tota pulchra, voor twee zangstemmen en orgel
- Tu sai il nostro bisogno, voor zangstem en orgel
- Un piccolo pezzo di pano, voor zangstem en orgel
- Veni, sponsa Christi, voor drie zangstemmen en orgel
- Venite filii, voor twee zangstemmen en orgel
- Venite gentes, pastorale motet voor vijfstemmig gemengd koor en orkest
- Vestita di sole, muzikale visie in een akte
- Vidi sanctos congregatos, voor vier zangstemmen en orgel
- Vos qui transituri, voor drie zangstemmen en orgel

### Muziektheater

#### Opera's
| Voltooid in | titel                | aktes                 | première | libretto                                                                   |
| ----------- | -------------------- | --------------------- | -------- | -------------------------------------------------------------------------- |
| 1936        | Anthy                | 3 bedrijven, 5 scènes |          | Carlo Fontana, gebaseerd op "Anthy, il romanzo di Rodi" van Guido Milanesi |
|             | Il Maestro Smania    | 1 akte                |          | Antonio Ghislanzoni                                                        |
|             | Le tre notti di luce | 3 bedrijven, 2 scènes |          | Giovanni Mari                                                              |

#### Operette
| Voltooid in | titel                                                                                               | aktes       | première | libretto          |
| ----------- | --------------------------------------------------------------------------------------------------- | ----------- | -------- | ----------------- |
| 1939        | I tre fanciulli nella fornace ardente, Bijbelse scènes uit de Heilige Schrift van de profeet Daniël | 3 bedrijven |          | Ambrogio Palestra |
|             | Il cantore danese                                                                                   | 3 bedrijven |          | Ambrogio Palestra |
|             | Il flauto del re                                                                                    | 3 bedrijven |          | Ambrogio Palestra |
|             | I mortulaghi                                                                                        | 3 bedrijven |          | Ambrogio Palestra |
|             | Il pellegrino bianco                                                                                | 1 akte      |          | Ambrogio Palestra |
|             | Il gatto con gli stivali                                                                            | 3 bedrijven |          | Ambrogio Palestra |

### Vocale muziek

#### Werken voor koor
- Alla Beata Capitanio, populaire hymne voor unisonokoor en piano (of harmonium)

#### Liederen
- Advesperascit, voor sopraan en orkest - tekst: Tullia Franzi
- Allodola morta, voor sopraan en orkest - tekst: Tullia Franzi
- Amore ti sorrida
- Aurora Argentata
- Berbennata
- Canzoncina mariana, voor zangstem en orgel
- E' nato Gesu, voor zangstem en orgel
- Elegia sulla tomba di Barabau
- Gioioso pianto de ippocastani
- I cavalieri
- Il fuoco
- Il valzer dei grilli
- Inno della scuola
- Inno dell'Oratorio S. Luigi
- Inno del collegio S. Alessandro
- Lamento per la more di Barabau
- La mia baita
- La musica del eiopì
- La tomba del poeta
- Lucciole
- Lusiroeul e stell
- Margherita
- Roma imperiale
- Sirinatu
- Su Lieti Esultiamo

### Kamermuziek
- Concert, voor contrabas (of fagot, of cello) en piano
- Sonata in la minore (a mineur), voor viool en piano
- Sonata in do minore (c mineur), voor viool en piano
- Sul lago : poema sentimentale, voor viool en piano
- Tempo concertato, voor kornet (of trompet) en piano
- Tre momenti, voor trombone en piano
- Tre momenti, voor dwarsfluit en piano
- Tre tempi di sonata, voor viool en piano
- Un tempo concertato, voor twee klarinetten en piano

### Werken voor orgel
- 1947 Preludio fantastico e fuga
- 1954 Meditazione
- Andante per organo
- Antiphonae majores
- Capriccio e canone in g mineur
- Corale
- Fantoniana-Deposizione
- Introito (per) Pasqua
- Offertorio
- Piccola Pastorale
- Simphonicum nova et vetera (litanie)
- Sonate in C majeur in drie delen
- Spiritelli dell'organo
- Suite bergamasca
- Trionfale "Adveniat regnum tuum"

### Werken voor piano
- 1964 Giocattoli di una bambina, voor piano vierhandig
- 10 variazione sul corale
- Barcarola
- Bernadette
- Canto d'amore
- Capo d'anno
- Fantoniana
- Gavotta
- Il gobbetto portafortuna, voor piano vierhandig
- Il nido ondeggiabte, voor piano vierhandig
- Il piccolo annaffiatoio rosso, voor piano vierhandig
- Intermezzo lirico
- La motociclettina, voor piano vierhandig
- Meditazione
- Preludio, corale, fuga
- San Felice al lago
- Sonata in do minore (c mineur)
- Sonata in do maggiore (C majeur)
- Suite schilpariese
- Sul sentiero verso l'Asilo, voor piano vierhandig

### Pedagogische werken
- 1959 Metodo per armonio (Methode voor harmonium)